# Liquid Spirit
Liquid Spirit is een nummer van de Amerikaanse zanger Gregory Porter uit 2015. Van het nummer is tevens een remix uitgebracht door de Duitse dj en producer Claptone.
De originele versie deed niet veel in de hitlijsten. De Claptone remix werd een hit(je) in Nederland en België. Deze remix haalde in Nederland de 2e positie in de Tipparade, en in de Vlaamse Ultratop 50 wist het de 5e positie te behalen.

## NPO Radio 2 Top 2000
| Nummer met noteringen in de NPO Radio 2 Top 2000 | '16  | '17  | '18  | '19  | '20  | '21  |
| ------------------------------------------------ | ---- | ---- | ---- | ---- | ---- | ---- |
| Liquid Spirit                                    | 1130 | 1347 | 1660 | 1750 | 1576 | 1789 |

1. ↑  Een vetgedrukt getal geeft de hoogste notering aan.
2. ↑  2016 was het eerste jaar met een notering voor dit nummer.
3. ↑  Deze tabel is bijgewerkt tot en met de laatste editie (2024).